# Mistrzostwa Norwegii w skokach narciarskich
Mistrzostwa Norwegii w skokach narciarskich – zawody wyłaniające najlepszych zawodników uprawiających skoki narciarskie w Norwegii.
Impreza odbywa się od 1933, od 1965 roku w miejsce pojedynczego konkursu mężczyzn wprowadzono konkursy na dwóch skoczniach, normalnej i dużej, natomiast od 1987 roku odbywają się zawody drużynowe. Później do programu czempionatu dołączyła również rywalizacja kobiet.
Rozgrywane są również letnie mistrzostwa kraju, podczas których, obok konkursów indywidualnych kobiet i mężczyzn oraz drużynowych mężczyzn, odbywają się też drużynowe zawody mieszane.

## Zimowe mistrzostwa Norwegii

### Mężczyźni, indywidualnie
| Data      | Miejsce                                         | Złoty medal                                     | Srebrny medal                                   | Brązowy medal                                   | Źr.   |
| --------- | ----------------------------------------------- | ----------------------------------------------- | ----------------------------------------------- | ----------------------------------------------- | ----- |
| 1933      | Oslo                                            | Eistein Raabe                                   |                                                 |                                                 | [ 1 ] |
| 1934      | Porsgrunn                                       | Hans Kleppen                                    |                                                 |                                                 | [ 1 ] |
| 1935      | Molde                                           | Arne Bror Christiansen                          |                                                 |                                                 | [ 1 ] |
| 1936      | Kongsvinger                                     | Reidar Andersen                                 |                                                 |                                                 | [ 1 ] |
| 1937      | Sem                                             | Reidar Andersen                                 |                                                 |                                                 | [ 1 ] |
| 1938      | Mo i Rana                                       | Reidar Andersen                                 | Arnholdt Kongsgård                              | Rudolf Kojan                                    | [ 1 ] |
| 1939      | Mo i Rana                                       | Birger Ruud                                     | Arnholdt Kongsgård                              | Victor Clock                                    | [ 1 ] |
| 1940      | Raufoss                                         | Hilmar Myhra                                    | Torbjørn Falkanger                              | Birger Ruud                                     | [ 1 ] |
| 1941–1945 | Zawody odwołane ze względu na II wojnę światową | Zawody odwołane ze względu na II wojnę światową | Zawody odwołane ze względu na II wojnę światową | Zawody odwołane ze względu na II wojnę światową | [ 1 ] |
| 1946      | Drammen                                         | Asbjørn Ruud                                    | Arnholdt Kongsgård                              | Reidar Andersen                                 | [ 1 ] |
| 1947      | Tistedalen                                      | Henry Amdal                                     | Thorleif Schjelderup                            | Birger Ruud                                     | [ 1 ] |
| 1948      | Lillehammer                                     | Asbjørn Ruud                                    | Torbjørn Falkanger                              | Thorleif Schjelderup Birger Ruud                | [ 1 ] |
| 1949      | Steinkjer                                       | Torbjørn Falkanger                              | Sverre Kronvold                                 | Arnfinn Bergmann                                | [ 1 ] |
| 1950      | Bærum                                           | Torbjørn Falkanger                              | Hans Bjørnstad                                  | Simon Slåttvik                                  | [ 1 ] |
| 1951      | Narwik                                          | Erling Kroken                                   | Arne Hoel                                       | Ivar Nilsen                                     | [ 1 ] |
| 1952      | Porsgrunn                                       | Arnfinn Bergmann                                | Torbjørn Falkanger                              | Hans Bjørnstad                                  | [ 1 ] |
| 1953      | Trondheim                                       | Arnfinn Bergmann                                | Arne Ellingsen                                  | Otto Austad                                     | [ 1 ] |
| 1954      | Kongsvinger                                     | Torbjørn Falkanger                              | Nils Rykken                                     | Ansten Samuelstuen                              | [ 1 ] |
| 1955      | Voss                                            | Sverre Stallvik                                 | Asbjørn Osnes                                   | Arnfinn Bergmann                                | [ 1 ] |
| 1956      | Drammen                                         | Arne Hoel                                       | Kjell Kopstad                                   | Asgeir Dølplads                                 | [ 1 ] |
| 1957      | Mo i Rana                                       | Halvor Næs                                      | Kjell Kopstad                                   | Arnfinn Bergmann                                | [ 1 ] |
| 1958      | Oslo                                            | Arnfinn Bergmann                                | Sverre Stenersen                                | Kjell Kopstad                                   | [ 1 ] |
| 1959      | Gjøvik                                          | Anders Woldseth                                 | Kåre Berg                                       | Arnfinn Bergmann                                | [ 1 ] |
| 1960      | Mjøndalen                                       | Ole Tom Nord                                    | Tormod Knutsen                                  | Halvor Næs                                      | [ 1 ] |
| 1961      | Rælingen                                        | Toralf Engan                                    | Jan Petter Devor                                | Halvor Næs                                      | [ 1 ] |
| 1962      | Skien                                           | Arne Larsen                                     | Olav Solli                                      | Johan Flytør                                    | [ 1 ] |
| 1963      | Rælingen                                        | Torgeir Brandtzæg                               | Torbjørn Yggeseth                               | Arnfinn Malm                                    | [ 1 ] |
| 1964      | Voss                                            | Torgeir Brandtzæg                               | Toralf Engan                                    | Hans Olav Sørensen                              | [ 1 ] |

### Mężczyźni, skocznia normalna
| Data      | Miejsce               | Złoty medal               | Srebrny medal                          | Brązowy medal                    | Źr.                   |
| --------- | --------------------- | ------------------------- | -------------------------------------- | -------------------------------- | --------------------- |
| 1965      | Oslo                  | Bjørn Wirkola             | Torgeir Brandtzæg                      | Toralf Engan Lars Grini          | [ 1 ]                 |
| 1966      | Rena                  | Bjørn Wirkola             | Toralf Engan                           | Hans Olav Sørensen               | [ 1 ]                 |
| 1967      | Mo i Rana             | Bent Tomtum               | Lars Grini                             | Ingolf Mork                      | [ 1 ]                 |
| 1968      | Ørskog                | Bjørn Wirkola             | Lars Grini                             | Frithjof Prydz                   | [ 1 ]                 |
| 1969      | Raufoss               | Bent Tomtum               | Bjørn Wirkola                          | Gjert Andersen                   | [ 1 ]                 |
| 1970      | Trondheim             | Lars Grini                | Ingolf Mork                            | Bjørn Wirkola                    | [ 1 ]                 |
| 1971      | Rælingen              | Ingolf Mork               | Frithjof Prydz                         | Lars Grini                       | [ 1 ]                 |
| 1972      | Trondheim             | Ingolf Mork               | Bjørn Wirkola                          | Lars Grini                       | [ 1 ]                 |
| 1973      | Vang                  | Lars Grini Frithjof Prydz | –                                      | Bent Tomtum                      | [ 1 ]                 |
| 1974      | Trondheim             | Johan Sætre               | Odd Grette                             | Didrik Müller Ellefsen           | [ 1 ]                 |
| 1975      | Rælingen              | Johan Sætre               | Tom Kristiansen                        | Einar Bekken                     | [ 1 ]                 |
| 1976      | Fåvang                | Johan Sætre               | Magnar Larsen                          | Dag Holmen Jensen                | [ 1 ]                 |
| 1977      | Vang                  | Johan Sætre               | Per Bergerud                           | Tom Sandberg                     | [ 1 ]                 |
| 1978      | Kongsberg             | Per Bergerud              | Johan Sætre                            | Ulf Jørgensen                    | [ 1 ]                 |
| 1979      | Sprova                | Johan Sætre               | Per Bergerud                           | Bjarne Næs                       | [ 1 ]                 |
| 1980      | Oslo                  | Johan Sætre               | Roger Ruud                             | Per Bergerud                     | [ 1 ]                 |
| 1981      | Rælingen              | Ivar Mobekk               | Jon Eilert Bøgseth                     | Johan Sætre                      | [ 1 ]                 |
| 1982      | Raufoss               | Roger Ruud                | Ole Bremseth                           | Olav Hansson                     | [ 1 ]                 |
| 1983      | Mo i Rana             | Per Bergerud              | Olav Hansson                           | Ole Bremseth                     | [ 1 ]                 |
| 1984      | Kongsberg             | Per Bergerud              | Rolf Åge Berg                          | Steinar Bråten                   | [ 1 ]                 |
| 1985      | Bardu                 | Per Bergerud              | Halvor Persson                         | Roger Ruud                       | [ 1 ]                 |
| 1986      | Vang                  | Roger Ruud                | Rolf Åge Berg                          | Ole Bremseth                     | [ 1 ]                 |
| 1987      | Sprova                | Jon Inge Kjørum           | Hroar Stjernen                         | Olav Hansson                     | [ 1 ]                 |
| 1988      | Skien                 | Erik Johnsen              | Magne Johansen                         | Jon Inge Kjørum                  | [ 1 ] [ 2 ]           |
| 1989      | Vikersund             | Jon Inge Kjørum           | Magne Johansen                         | Halvor Persson                   | [ 1 ] [ 3 ]           |
| 1990      | Fluberg/Odnes         | Ole Gunnar Fidjestøl      | Magne Johansen                         | Rune Olijnyk                     | [ 1 ]                 |
| 1991      | Rognan                | Espen Bredesen            | Kent Johanssen                         | Rune Olijnyk                     | [ 1 ]                 |
| 1992      | Molde                 | Espen Bredesen            | Lasse Ottesen                          | Rune Olijnyk                     | [ 1 ]                 |
| 1993      | Lillehammer           | Espen Bredesen            | Øyvind Berg                            | Stein Gruben                     | [ 1 ]                 |
| 1994      | Vegårshei             | Clas Brede Bråthen        | Lasse Ottesen                          | Kent Johanssen                   | [ 1 ]                 |
| 1995      | Rælingen              | Arve Vorvik               | Øyvind Berg                            | Espen Bredesen                   | [ 1 ]                 |
| 1996      | Stryn                 | Kristian Brenden          | Arve Vorvik                            | Roar Ljøkelsøy                   | [ 1 ] [ 4 ]           |
| 1997      | Mo i Rana             | Espen Bredesen            | Arve Vorvik                            | Sturle Holseter                  | [ 1 ]                 |
| 1998      | Trondheim             | Espen Bredesen            | Kristian Brenden                       | Bjarte Engen Vik                 | [ 1 ]                 |
| 1999      | Raufoss               | Morten Ågheim             | Christian Meyer Roar Ljøkelsøy         | –                                | [ 1 ] [ 5 ]           |
| 2000      | Rena                  | Lasse Ottesen             | Morten Ågheim                          | Morten Solem                     | [ 1 ] [ 6 ]           |
| 2001      | Sprova                | Morten Solem              | Tom Sandvold                           | Henning Stensrud                 | [ 1 ] [ 7 ]           |
| 2002      | Høydalsmo             | Anders Bardal             | Morten Solem                           | Lars Bystøl                      | [ 1 ] [ 8 ]           |
| 2003      | Lillehammer           | Tommy Ingebrigtsen        | Daniel Forfang                         | Henning Stensrud                 | [ 1 ] [ 9 ]           |
| 2004      | Bardu                 | Roar Ljøkelsøy            | Bjørn Einar Romøren                    | Anders Bardal Henning Stensrud   | [ 1 ] [ 10 ]          |
| 2005      | Lillehammer           | Lars Bystøl               | Bjørn Einar Romøren                    | Daniel Forfang                   | [ 1 ] [ 11 ]          |
| 2006      | Heddal                | Bjørn Einar Romøren       | Lars Bystøl                            | Sigurd Pettersen                 | [ 1 ] [ 12 ]          |
| 2007      | Molde                 | Anders Jacobsen           | Roar Ljøkelsøy                         | Anders Bardal                    | [ 1 ] [ 13 ]          |
| 2008      | Trondheim             | Anders Bardal             | Anders Jacobsen                        | Bjørn Einar Romøren              | [ 14 ] [ 15 ]         |
| 2009      | Raufoss               | Roar Ljøkelsøy            | Andreas Stjernen                       | Anders Bardal                    | [ 16 ] [ 17 ]         |
| 2010      | Vikersund             | Bjørn Einar Romøren       | Anders Bardal                          | Andreas Stjernen                 | [ 18 ]                |
| 2011      | Sprova                | Anders Bardal             | Rune Velta                             | Johan Remen Evensen              | [ 19 ] [ 20 ]         |
| 2012      | Voss                  | Anders Jacobsen           | Anders Fannemel                        | Kenneth Gangnes                  | [ 21 ]                |
| 2013      | Rena                  | Tom Hilde                 | Anders Fannemel                        | Anders Jacobsen Andreas Stjernen | [ 22 ]                |
| 2014      | Molde                 | Andreas Stjernen          | Phillip Sjøen                          | Tom Hilde                        | [ 23 ] [ 24 ]         |
| 2015      | Notodden              | Rune Velta                | Kenneth Gangnes                        | Tom Hilde                        | [ 25 ] [ 26 ]         |
| 2016–2018 | Zawodów nie rozegrano | Zawodów nie rozegrano     | Zawodów nie rozegrano                  | Zawodów nie rozegrano            | Zawodów nie rozegrano |
| 2019      | Oslo                  | Thomas Aasen Markeng      | Halvor Egner Granerud Robert Johansson | –                                | [ 27 ] [ 28 ]         |

### Mężczyźni, skocznia duża
| Data | Miejsce               | Złoty medal            | Srebrny medal                             | Brązowy medal           | Źr.                        |
| ---- | --------------------- | ---------------------- | ----------------------------------------- | ----------------------- | -------------------------- |
| 1965 | Bærum                 | Torgeir Brandtzæg      | Bjørn Wirkola                             | Ole Arntzen             | [ 1 ]                      |
| 1966 | Rena                  | Bjørn Wirkola          | Hans Olav Sørensen                        | Willy Johansen          | [ 1 ]                      |
| 1967 | Voss                  | Bjørn Wirkola          | Bent Tomtum                               | Ronald Jensen           | [ 1 ]                      |
| 1968 | Bærum                 | Bjørn Wirkola          | Jan Olaf Roaldset                         | Lars Grini              | [ 1 ]                      |
| 1969 | Fluberg/Odnes         | Erling Stranden        | Bjørn Wirkola                             | Ingolf Mork             | [ 1 ]                      |
| 1970 | Meldal                | Bjørn Wirkola          | Ingolf Mork                               | Ronald Jensen           | [ 1 ]                      |
| 1971 | Bærum                 | Bjørn Wirkola          | Nils-Per Skarseth                         | Frithjof Prydz          | [ 1 ]                      |
| 1972 | Fluberg/Odnes         | Frithjof Prydz         | Ingolf Mork                               | Bjørn Wirkola           | [ 1 ]                      |
| 1973 | Fåberg                | Nils-Per Skarseth      | Lars Grini                                | Frithjof Prydz          | [ 1 ]                      |
| 1974 | Meldal                | Lars Grini             | Odd Grette                                | Johan Sætre             | [ 1 ]                      |
| 1975 | Bærum                 | Odd Grette             | Frithjof Prydz                            | Johan Sætre             | [ 1 ]                      |
| 1976 | Rena                  | Johan Sætre            | Odd Hammernes                             | Odd Grette              | [ 1 ]                      |
| 1977 | Fluberg/Odnes         | Johan Sætre            | Birger Ruud                               | Per Bergerud            | [ 1 ]                      |
| 1978 | Fåberg                | Per Bergerud           | Bjarne Næs                                | Roger Ruud              | [ 1 ]                      |
| 1979 | Bærum                 | Per Bergerud           | Johan Sætre                               | Ivar Mobekk             | [ 1 ]                      |
| 1980 | Meldal                | Johan Sætre            | Ulf Jørgensen                             | Roger Ruud              | [ 1 ]                      |
| 1981 | Fluberg/Odnes         | Roger Ruud             | Tom Levorstad                             | Johan Sætre             | [ 1 ]                      |
| 1982 | Rena                  | Johan Sætre            | Olav Hansson                              | Roger Ruud              | [ 1 ]                      |
| 1983 | Fåberg                | Per Bergerud           | Olav Hansson                              | Henrik Trøen            | [ 1 ]                      |
| 1984 | Meldal                | Rolf Åge Berg          | Ole Christian Eidhammer                   | Vegard Opaas            | [ 1 ]                      |
| 1985 | Bærum                 | Per Bergerud           | Hroar Stjernen                            | Vegard Opaas            | [ 1 ]                      |
| 1986 | Oslo                  | Vegard Opaas           | Rolf Åge Berg                             | Ole Gunnar Fidjestøl    | [ 1 ]                      |
| 1987 | Fluberg/Odnes         | Ole Gunnar Fidjestøl   | Vegard Opaas                              | Hroar Stjernen          | [ 1 ]                      |
| 1988 | Rena                  | Jon Inge Kjørum        | Ole Christian Eidhammer                   | Ole Gunnar Fidjestøl    | [ 1 ] [ 29 ]               |
| 1989 | Fluberg/Odnes         | Ole Gunnar Fidjestøl   | Erik Johnsen                              | Kent Johansen           | [ 1 ] [ 30 ]               |
| 1990 | Meldal                | Ole Gunnar Fidjestøl   | Kent Johansen                             | Magne Johansen          | [ 1 ] [ 31 ]               |
| 1991 | Bærum                 | Espen Bredesen         | Kent Johansen                             | Jon Inge Kjørum         | [ 1 ]                      |
| 1992 | Trondheim             | Lasse Ottesen          | Magne Johansen                            | Øyvind Berg             | [ 1 ]                      |
| 1993 | Fluberg/Odnes         | Lasse Ottesen          | Bjørn Myrbakken                           | Stian Kvarstad          | [ 1 ]                      |
| 1994 | Rena                  | Espen Bredesen         | Øyvind Berg                               | Lasse Ottesen           | [ 1 ]                      |
| 1995 | Oslo                  | Lasse Ottesen          | Helge Brendryen                           | Alf Dyblie              | [ 1 ]                      |
| 1996 | Meldal                | Espen Bredesen         | Stein Henrik Tuff                         | Eirik Halvorsen         | [ 1 ] [ 32 ]               |
| 1997 | Lillehammer           | Lasse Ottesen          | Espen Bredesen                            | Håvard Lie              | [ 1 ]                      |
| 1998 | Meldal                | Kristian Brenden       | Jon Petter Sandaker                       | Henning Stensrud        | [ 1 ] [ 33 ]               |
| 1999 | Rena                  | Roar Ljøkelsøy         | Tommy Ingebrigtsen                        | Lasse Ottesen           | [ 1 ] [ 34 ]               |
| 2000 | Meldal                | Lasse Ottesen          | Morten Ågheim                             | Roar Ljøkelsøy          | [ 1 ]                      |
| 2001 | Trondheim             | Bjørn Einar Romøren    | Morten Solem                              | Kristian Brenden        | [ 1 ] [ 35 ]               |
| 2002 | Fluberg/Odnes         | Anders Bardal          | Jan Ottar Andersen                        | Bjørn Einar Romøren     | [ 1 ] [ 36 ]               |
| 2003 | Lillehammer           | Tommy Ingebrigtsen     | Sigurd Pettersen                          | Lars Bystøl             | [ 1 ] [ 37 ]               |
| 2004 | Oslo                  | Sigurd Pettersen       | Lars Bystøl                               | Roar Ljøkelsøy          | [ 1 ] [ 38 ]               |
| 2005 | Lillehammer           | Sigurd Pettersen       | Roar Ljøkelsøy                            | Daniel Forfang          | [ 1 ] [ 39 ]               |
| 2006 | Oslo                  | Bjørn Einar Romøren    | Tommy Ingebrigtsen                        | Lars Bystøl             | [ 1 ] [ 40 ] [ 41 ] [ 42 ] |
| 2007 | Zawodów nie rozegrano | Zawodów nie rozegrano  | Zawodów nie rozegrano                     | Zawodów nie rozegrano   | [ 43 ]                     |
| 2008 | Trondheim             | Anders Jacobsen        | Tom Hilde                                 | Anders Bardal           | [ 44 ] [ 45 ]              |
| 2009 | Lillehammer           | Anders Bardal          | Roar Ljøkelsøy                            | Tom Hilde               | [ 46 ]                     |
| 2010 | Trondheim             | Anders Jacobsen        | Bjørn Einar Romøren                       | Johan Remen Evensen     | [ 47 ]                     |
| 2011 | Oslo                  | Anders Jacobsen        | Vegard Haukø Sklett                       | Anders Bardal           | [ 48 ] [ 49 ]              |
| 2012 | Trondheim             | Anders Bardal          | Bjørn Einar Romøren                       | Anders Fannemel         | [ 50 ] [ 51 ]              |
| 2013 | Rena                  | Anders Fannemel        | Rune Velta                                | Anders Jacobsen         | [ 52 ]                     |
| 2014 | Lillehammer           | Anders Bardal          | Anders Fannemel                           | Rune Velta              | [ 53 ] [ 54 ]              |
| 2015 | Oslo                  | Anders Jacobsen        | Anders Fannemel                           | Rune Velta              | [ 55 ] [ 56 ]              |
| 2016 | Lillehammer           | Kenneth Gangnes        | Johann André Forfang                      | Andreas Stjernen        | [ 57 ] [ 58 ]              |
| 2017 | Trondheim             | Daniel-André Tande     | Johann André Forfang                      | Andreas Stjernen        | [ 59 ]                     |
| 2018 | Oslo                  | Robert Johansson       | Johann André Forfang                      | Marius Lindvik          | [ 60 ] [ 61 ]              |
| 2019 | Trondheim             | Andreas Stjernen       | Johann André Forfang                      | Robert Johansson        | [ 62 ] [ 63 ]              |
| 2020 | Lillehammer           | Bendik Jakobsen Heggli | Sondre Ringen                             | Andreas Granerud Buskum | [ 64 ]                     |
| 2021 | Trondheim             | Anders Ladehaug        | Iver Olaussen                             | Matias Braathen         | [ 65 ] [ 66 ]              |
| 2022 | Trondheim             | Johann André Forfang   | Joacim Ødegård Bjøreng Jarl Magnus Riiber | –                       | [ 67 ] [ 68 ]              |
| 2023 | Rena                  | Halvor Egner Granerud  | Marius Lindvik                            | Johann André Forfang    | [ 69 ] [ 70 ]              |
| 2024 | Lillehammer           | Johann André Forfang   | Marius Lindvik                            | Robin Pedersen          | [ 71 ]                     |
| 2025 | Trondheim             | Johann André Forfang   | Kristoffer Eriksen Sundal                 | Halvor Egner Granerud   | [ 72 ]                     |

### Mężczyźni, drużynowo
| Data      | Miejsce               | Złoty medal                                                                                | Srebrny medal                                                                                 | Brązowy medal                                                                                 | Źr.                   |
| --------- | --------------------- | ------------------------------------------------------------------------------------------ | --------------------------------------------------------------------------------------------- | --------------------------------------------------------------------------------------------- | --------------------- |
| 1987      |                       | Oslo                                                                                       | Sør-Trøndelag                                                                                 | Modum & Omegn                                                                                 | [ 1 ]                 |
| 1988      | Vang                  | Sør-Trøndelag Rolf Åge Berg Trond Jøran Pedersen Hroar Stjernen Ole Christian Eidhammer    | Hedmark Torbjørn Lindemark Jan Henning Skaret Stein Gruben Jon Inge Kjørum                    | Buskerud Ole Bremseth Clas Brede Bråthen Stein Erik Tveiten Ole Gunnar Fidjestøl              | [ 1 ] [ 73 ]          |
| 1989      | Vikersund             | Sør-Trøndelag Trond Jøran Pedersen Magne Johansen Jan Henrik Trøen Ole Christian Eidhammer | Buskerud Clas Brede Bråthen Ole Gunnar Fidjestøl Sjur Holseter Lars Meløe                     | Oslo Kent Johanssen Erik Johnsen Vegard Opaas Espen Syversen                                  | [ 1 ] [ 74 ]          |
| 1990      | Fluberg/Odnes         | Buskerud                                                                                   | Oslo                                                                                          | Sør-Trøndelag                                                                                 | [ 1 ]                 |
| 1991      | Rognan                | Oslo                                                                                       | Akershus                                                                                      | Buskerud                                                                                      | [ 1 ]                 |
| 1992      | Molde                 | Akershus                                                                                   | Buskerud                                                                                      | Sør-Trøndelag                                                                                 | [ 1 ]                 |
| 1993      | Lillehammer           | Akershus                                                                                   | Buskerud                                                                                      | Sør-Trøndelag                                                                                 | [ 1 ]                 |
| 1994      | Vegårshei             | Hedmark                                                                                    | Sør-Trøndelag                                                                                 | Buskerud                                                                                      | [ 1 ]                 |
| 1995      | Oslo                  | Sør-Trøndelag                                                                              | Akershus                                                                                      | Hedmark                                                                                       | [ 1 ]                 |
| 1996      | Stryn                 | Buskerud Clas Brede Bråthen Frode Håre Sturle Holseter Eirik Halvorsen                     | Sør-Trøndelag Arve Vorvik Bjørn Myrbakken Tommy Ingebrigtsen Roar Ljøkelsøy                   | Akershus Lasse Ottesen Svein Otto Solberg Marius Småriseth Øyvind Berg                        | [ 1 ] [ 75 ]          |
| 1997      | Mo i Rana             | Sør-Trøndelag                                                                              | Oslo                                                                                          | Buskerud                                                                                      | [ 1 ]                 |
| 1998      | Meldal                | Sør-Trøndelag Arve Vorvik Håvard Lie Kurt Børset Roar Ljøkelsøy                            | Akershus Marius Småriseth Ole Østbakken Tom Aage Aarnes Henning Stensrud                      | Hedmark Kjell Erik Sagbakken Tore Sneli Wilhelm Brenna Stian Kvarstad                         | [ 1 ] [ 76 ]          |
| 1999      | Raufoss               | Sør-Trøndelag                                                                              | Akershus                                                                                      | Hedmark                                                                                       | [ 1 ]                 |
| 2000      | Rena                  | Sør-Trøndelag Roar Ljøkelsøy Morten Solem Håvard Lie Tommy Ingebrigtsen                    | Akershus Henning Stensrud Jon Petter Sandaker Tom Aage Aarnes Lasse Ottesen                   | Hedmark Tore Sneli Magnus Øverby Kjell-Erik Sagbakken Arne Sneli                              | [ 1 ] [ 77 ]          |
| 2001      | Sprova                | Sør-Trøndelag Tommy Ingebrigtsen Morten Solem Håvard Lie Roar Ljøkelsøy                    | Akershus Lasse Ottesen Ole Østbakken Henning Stensrud Bjørn Einar Romøren                     | Buskerud Thomas Lobben Ole Christen Enger Frode Håre Sigurd Pettersen                         | [ 1 ] [ 78 ]          |
| 2002      | Fluberg/Odnes         | Akershus Buskerud                                                                          | –                                                                                             | Sør-Trøndelag                                                                                 | [ 1 ] [ 79 ]          |
| 2003      | Lillehammer           | Sør-Trøndelag Håvard Lie Petter Tande Christian Meyer Morten Solem                         | Akershus Erik Renmælmo Henrik Olimb Lars Nystrøm Henning Stensrud                             | Buskerud Tommy Egeberg Ole Christen Enger Jan Ottar Andersen Thomas Lobben                    | [ 1 ] [ 80 ]          |
| 2004      | Bardu                 | Sør-Trøndelag Morten Solem Magnus Rostad Tommy Ingebrigtsen Roar Ljøkelsøy                 | Akershus Trond Arild Evensen Terje Hilde Henning Stensrud Bjørn Einar Romøren                 | Buskerud Kim-Roar Hansen Tommy Egeberg Ole Christen Enger Sigurd Pettersen                    | [ 1 ] [ 81 ]          |
| 2005      | Lillehammer           | Akershus Andreas Vilberg Erik Lyche Solheim Terje Hilde Bjørn Einar Romøren                | Buskerud Tommy Egeberg Jan Ottar Andersen Kim-Arild Tandberg Ole Kristian Ramstad             | Aust-Agder Håkon Helgesen Jon Egon Sørbø Stig Hommefoss Terje Morka                           | [ 1 ] [ 82 ]          |
| 2006      | Heddal                | Buskerud Thomas Lobben Tommy Egeberg Anders Jacobsen Sigurd Pettersen                      | Akershus Tom Hilde Morten Gjesvold Henning Stensrud Bjørn Einar Romøren                       | Nord-Trøndelag Vegard Haukø Sklett Johan Martin Brandt Andreas Stjernen Børge Gellein Blikeng | [ 1 ] [ 83 ] [ 12 ]   |
| 2007      | Molde                 | Akershus Henning Stensrud Kim René Elverum Sorsell Bjørn Einar Romøren Tom Hilde           | Nord-Trøndelag Vegard Haukø Sklett Andreas Stjernen Ole Marius Ingvaldsen Anders Bardal       | Sør-Trøndelag Morten Solem Steffen Sæther Oddvar Ystgaard Roar Ljøkelsøy                      | [ 1 ] [ 84 ]          |
| 2008      | Trondheim             | Akershus Henning Stensrud Kim René Elverum Sorsell Bjørn Einar Romøren Tom Hilde           | Nord-Trøndelag Vegard Haukø Sklett Ole Marius Ingvaldsen Andreas Stjernen Anders Bardal       | Oppland Robert Johansson Eirik Ulimoen Erik Leine Wangen Kenneth Gangnes                      | [ 85 ]                |
| 2009      | Raufoss               | Akershus Bjørn Einar Romøren Kim René Elverum Sorsell Andreas Vilberg Tom Hilde            | Buskerud Thomas Lobben Sindre Ljostad Trana Anders Jacobsen Sigurd Pettersen                  | Nord-Trøndelag Andreas Stjernen Ole Marius Ingvaldsen Vegard Haukø Sklett Anders Bardal       | [ 86 ] [ 87 ]         |
| 2010      | Vikersund             | Akershus Vegard Swensen Rune Velta Tom Hilde Bjørn Einar Romøren                           | Nord-Trøndelag Andreas Stjernen Vegard Haukø Sklett Johan Martin Brandt Anders Bardal         | Oppland Robert Johansson Sigmund Hagehaugen Kenneth Gangnes Fredrik Bjerkeengen               | [ 88 ]                |
| 2011      | Sprova                | Akershus Kim René Elverum Sorsell Espen Enger Halvorsen Rune Velta Tom Hilde               | Nord-Trøndelag Andreas Stjernen Vegard Haukø Sklett Ole Marius Ingvaldsen Anders Bardal       | Oppland Robert Johansson Sigmund Hagehaugen Fredrik Bjerkeengen Kenneth Gangnes               | [ 89 ] [ 20 ]         |
| 2012      | Voss                  | Oppland Fredrik Bjerkeengen Robert Johansson Leif Marius Hagemoen Kenneth Gangnes          | Nord-Trøndelag Vegard Haukø Sklett Johan Martin Brandt Ole Marius Ingvaldsen Andreas Stjernen | Buskerud Daniel-André Tande Fredrik Aalien Mats Søhagen Berggaard Anders Jacobsen             | [ 90 ] [ 91 ]         |
| 2013      | Rena                  | Akershus Kim René Elverum Sorsell Simen Key Grimsrud Espen Enger Halvorsen Tom Hilde       | Nord-Trøndelag Andreas Stjernen Vegard Haukø Sklett Ole Marius Ingvaldsen Anders Bardal       | Buskerud Mats Søhagen Berggaard Daniel-André Tande Knut Jokerud Strand Anders Jacobsen        | [ 92 ]                |
| 2014      | Molde                 | Nord-Trøndelag Andreas Stjernen Johan Martin Brandt Ole Marius Ingvaldsen Anders Bardal    | Oslo Joachim Hauer Jonas Schøien Øvregård Harald Johnas Riiber Phillip Sjøen                  | Akershus Vegard Swensen Halvor Egner Granerud Rune Velta Tom Hilde                            | [ 93 ]                |
| 2015      | Notodden              | Akershus Tom Hilde Halvor Egner Granerud Kim René Elverum Sorsell Rune Velta               | Oslo Jarl Magnus Riiber Joachim Hauer Richard Haukedal Phillip Sjøen                          | Oppland Fredrik Bjerkeengen Andreas Granerud Buskum Robert Johansson Kenneth Gangnes          | [ 94 ]                |
| 2016–2018 | Zawodów nie rozegrano | Zawodów nie rozegrano                                                                      | Zawodów nie rozegrano                                                                         | Zawodów nie rozegrano                                                                         | Zawodów nie rozegrano |
| 2019      | Oslo                  | Oppland I Andreas Granerud Buskum Mats Bjerke Myhren Robert Johansson Thomas Aasen Markeng | Akershus I Matias Braathen Christian Røste Solberg Fredrik Villumstad Halvor Egner Granerud   | Oslo Richard Haukedal Sander Vossan Eriksen Kristoffer Eriksen Sundal Oscar P. Westerheim     | [ 95 ]                |

### Kobiety, skocznia średnia
| Data       | Miejsce               | Złoty medal           | Srebrny medal         | Brązowy medal         | Źr.                   |
| ---------- | --------------------- | --------------------- | --------------------- | --------------------- | --------------------- |
| przed 2009 |                       |                       |                       |                       |                       |
| 2009       | Vikersund             | Anette Sagen          | Line Jahr             | Maren Lundby          | [ 96 ]                |
| 2010       | Holmestrand           | Anette Sagen          | Line Jahr             | Gyda Enger            | [ 97 ]                |
| 2011–2013  | Zawodów nie rozegrano | Zawodów nie rozegrano | Zawodów nie rozegrano | Zawodów nie rozegrano | Zawodów nie rozegrano |
| 2014       | Trysil                | Maren Lundby          | Line Jahr             | Maria Beisvåg         | [ 98 ]                |
| 2015       | Trysil                | Line Jahr             | Anna Odine Strøm      | Gyda Enger            | [ 99 ]                |
| 2016       |                       | Silje Opseth          | Line Jahr             | Anna Odine Strøm      | [ 100 ]               |
| 2017       | Hamar                 | Silje Opseth          | Anna Odine Strøm      | Tonje Bakke           | [ 101 ]               |
| 2018       | Orkdal                | Thea Minyan Bjørseth  | Emilie Serina Røstad  | Thea Øihaugen         | [ 102 ]               |
| 2019       | Oslo                  | Thea Minyan Bjørseth  | Pernille Kvernmo      | Hanna Midtsundstad    | [ 103 ]               |

### Kobiety, skocznia normalna
| Data       | Miejsce               | Złoty medal           | Srebrny medal          | Brązowy medal            | Źr.                   |
| ---------- | --------------------- | --------------------- | ---------------------- | ------------------------ | --------------------- |
| przed 2003 |                       |                       |                        |                          |                       |
| 2003       | Lillehammer           | Anette Sagen          | Line Jahr              | Kristin Fridtun          | [ 1 ] [ 9 ]           |
| 2004       | Bardu                 | Henriette Smeby       | Anette Sagen           | Line Jahr                | [ 1 ]                 |
| 2005       | Lillehammer           | Anette Sagen          | Line Jahr              | Henriette Smeby          | [ 1 ] [ 11 ]          |
| 2006       | Heddal                | Anette Sagen          | Henriette Smeby        | Line Jahr                | [ 1 ] [ 12 ]          |
| 2007       | Heddal                | Anette Sagen          | Line Jahr              | –                        | [ 1 ] [ 13 ]          |
| 2008       | Trondheim             | Line Jahr             | Gyda Enger             | Silje Sprakehaug         | [ 15 ] [ 104 ]        |
| 2009       | Raufoss               | Helena Olsson Smeby   | Line Jahr              | Maren Lundby             | [ 16 ] [ 17 ]         |
| 2010       | Vikersund             | Anette Sagen          | Line Jahr              | Helena Olsson Smeby      | [ 18 ]                |
| 2011       | Sprova                | Maren Lundby          | Gyda Enger             | Silje Sprakehaug         | [ 105 ] [ 20 ]        |
| 2012       | Voss                  | Anette Sagen          | Line Jahr              | Jenny Synnøve Hagemoen   | [ 90 ] [ 91 ]         |
| 2013       | Rena                  | Anette Sagen          | Jenny Synnøve Hagemoen | Gyda Enger               | [ 92 ] [ 106 ]        |
| 2014       | Molde                 | Maren Lundby          | Line Jahr              | Helena Olsson Smeby      | [ 23 ] [ 24 ]         |
| 2015       | Notodden              | Maren Lundby          | Line Jahr              | Anette Sagen             | [ 25 ] [ 26 ]         |
| 2016–2018  | Zawodów nie rozegrano | Zawodów nie rozegrano | Zawodów nie rozegrano  | Zawodów nie rozegrano    | Zawodów nie rozegrano |
| 2019       | Oslo                  | Silje Opseth          | Anna Odine Strøm       | Ingebjørg Saglien Bråten | [ 107 ] [ 28 ]        |

### Kobiety, skocznia duża
| Data       | Miejsce               | Złoty medal           | Srebrny medal         | Brązowy medal              | Źr.                   |
| ---------- | --------------------- | --------------------- | --------------------- | -------------------------- | --------------------- |
| przed 2003 |                       |                       |                       |                            |                       |
| 2003       | Lillehammer           | Anette Sagen          | Line Jahr             | –                          | [ 1 ] [ 37 ]          |
| 2004       | Oslo                  | Anette Sagen          | Henriette Smeby       | Line Jahr                  | [ 1 ] [ 38 ]          |
| 2005       | Lillehammer           | Anette Sagen          | Line Jahr             | Henriette Smeby            | [ 1 ] [ 39 ]          |
| 2006       | Oslo                  | Anette Sagen          | Line Jahr             | Backe                      | [ 1 ] [ 40 ] [ 108 ]  |
| 2007       |                       |                       |                       |                            |                       |
| 2008       | Trondheim             | Anette Sagen          | Line Jahr             | Silje Sprakehaug           | [ 44 ] [ 45 ]         |
| 2009–2010  | Zawodów nie rozegrano | Zawodów nie rozegrano | Zawodów nie rozegrano | Zawodów nie rozegrano      | Zawodów nie rozegrano |
| 2011–2012  |                       |                       |                       |                            |                       |
| 2013–2019  | Zawodów nie rozegrano | Zawodów nie rozegrano | Zawodów nie rozegrano | Zawodów nie rozegrano      | Zawodów nie rozegrano |
| 2020       | Lillehammer           | Maren Lundby          | Silje Opseth          | Thea Minyan Bjørseth       | [ 109 ] [ 110 ]       |
| 2021       | Trondheim             | Eirin Maria Kvandal   | Thea Minyan Bjørseth  | Silje Opseth               | [ 65 ] [ 66 ]         |
| 2022       | Trondheim             | Silje Opseth          | Anna Odine Strøm      | Thea Minyan Bjørseth       | [ 67 ] [ 68 ]         |
| 2023       | Trondheim             | Anna Odine Strøm      | Silje Opseth          | Maren Lundby               | [ 111 ] [ 112 ]       |
| 2024       | Lillehammer           | Eirin Maria Kvandal   | Thea Minyan Bjørseth  | Heidi Dyhre Traaserud      | [ 71 ]                |
| 2025       | Trondheim             | Eirin Maria Kvandal   | Thea Minyan Bjørseth  | Ingvild Synnøve Midtskogen | [ 72 ]                |

### Kobiety, drużynowo
| Data | Miejsce | Złoty medal                                | Srebrny medal                                                 | Brązowy medal                                    | Źr.     |
| ---- | ------- | ------------------------------------------ | ------------------------------------------------------------- | ------------------------------------------------ | ------- |
| 2018 | Orkdal  | Oppland Thea Øihaugen Thea Minyan Bjørseth | Nord-Trøndelag Pernille Kvernmo Emilie Serina Røstad          | Buskerud Ingrid Hordvik Kleven Thea Sofie Kleven | [ 113 ] |
| 2019 | Oslo    | Hedmark Mathilde Oustad Hanna Midtsundstad | Telemark-Vestfold Astrid Louise Baarset Heidi Dyhre Traaserud | Buskerud Frida Berger Ingrid Hordvik Kleven      | [ 114 ] |

## Letnie mistrzostwa Norwegii

### Mężczyźni, skocznia normalna
| Data       | Miejsce               | Złoty medal                  | Srebrny medal                        | Brązowy medal             | Źr.             |
| ---------- | --------------------- | ---------------------------- | ------------------------------------ | ------------------------- | --------------- |
| przed 2001 |                       |                              |                                      |                           |                 |
| 2001       | Trondheim             | Morten Ågheim                | Anders Bardal                        | Bjørn Einar Romøren       | [ 115 ]         |
| 2002       | Rælingen              | Roar Ljøkelsøy               | Bjørn Einar Romøren                  | Henning Stensrud          | [ 116 ]         |
| 2003       | Rælingen              | Bjørn Einar Romøren          | Roar Ljøkelsøy                       | Sigurd Pettersen          | [ 117 ]         |
| 2004       | Rælingen              | Kim-Arild Tandberg Tom Hilde | –                                    | Kim René Elverum Sorsell  | [ 118 ] [ 119 ] |
| 2005       | Rælingen              | Jon Aaraas                   | Terje Hilde                          | Anders Jacobsen           | [ 120 ] [ 121 ] |
| 2006       | Rælingen              | Gard Sandhold                | Kim-Arild Tandberg                   | Morten Gjesvold           | [ 122 ]         |
| 2007       | Rælingen              | Anders Jacobsen              | Sigurd Pettersen                     | Fredrik Bjerkeengen       | [ 123 ]         |
| 2008       | Rælingen              | Tom Hilde                    | Bjørn Einar Romøren                  | Anders Jacobsen           | [ 124 ]         |
| 2009 (1)   | Rælingen              | Tom Hilde                    | Sigurd Pettersen                     | Anders Jacobsen           | [ 125 ]         |
| 2009 (2)   | Trondheim             | Akseli Kokkonen              | Kenneth Gangnes                      | Sigurd Pettersen          | [ 126 ] [ 127 ] |
| 2010       | Rælingen              | Tom Hilde                    | Atle Pedersen Rønsen                 | Andreas Stjernen          | [ 128 ] [ 129 ] |
| 2011       | Oslo                  | Rune Velta                   | Atle Pedersen Rønsen                 | Bjørn Einar Romøren       | [ 130 ] [ 131 ] |
| 2012       | Oslo                  | Anders Fannemel              | Tom Hilde                            | Rune Velta                | [ 132 ] [ 133 ] |
| 2013       | Oslo                  | Phillip Sjøen                | Joachim Hauer                        | Mats Søhagen Berggaard    | [ 134 ] [ 135 ] |
| 2014       | Oslo                  | Rune Velta                   | Phillip Sjøen                        | Joachim Hauer             | [ 136 ]         |
| 2015       | Trondheim             | Daniel-André Tande           | Joachim Hauer Joacim Ødegård Bjøreng | –                         | [ 137 ] [ 138 ] |
| 2016       | Oslo                  | Daniel-André Tande           | Jarl Magnus Riiber                   | Halvor Egner Granerud     | [ 139 ] [ 140 ] |
| 2017       | Oslo                  | Daniel-André Tande           | Kenneth Gangnes                      | Halvor Egner Granerud     | [ 141 ] [ 142 ] |
| 2018       | Zawodów nie rozegrano | Zawodów nie rozegrano        | Zawodów nie rozegrano                | Zawodów nie rozegrano     | [ 143 ]         |
| 2019       | Oslo                  | Robert Johansson             | Thomas Aasen Markeng                 | Daniel-André Tande        | [ 144 ] [ 145 ] |
| 2020       | Oslo                  | Daniel-André Tande           | Halvor Egner Granerud                | Marius Lindvik            | [ 146 ] [ 147 ] |
| 2021 (1)   | Lillehammer           | Andreas Granerud Buskum      | Fredrik Villumstad                   | Anders Fannemel           | [ 148 ] [ 149 ] |
| 2021 (2)   | Oslo                  | Oscar P. Westerheim          | Halvor Egner Granerud                | Marius Lindvik            | [ 150 ] [ 151 ] |
| 2022 (1)   | Lillehammer           | Anders Fannemel              | Sondre Ringen                        | Anders Håre               | [ 152 ] [ 153 ] |
| 2022 (2)   | Oslo                  | Daniel-André Tande           | Marius Lindvik                       | Kristoffer Eriksen Sundal | [ 154 ]         |
| 2023 (1)   | Lillehammer           | Robert Johansson             | Christian Røste Solberg              | Adrian Thon Gundersrud    | [ 155 ] [ 156 ] |
| 2023 (2)   | Oslo                  | Halvor Egner Granerud        | Marius Lindvik                       | Robert Johansson          | [ 157 ]         |
| 2024       | Oslo                  | Marius Lindvik               | Kristoffer Eriksen Sundal            | Benjamin Østvold          | [ 158 ]         |

### Mężczyźni, skocznia duża
| Data       | Miejsce               | Złoty medal           | Srebrny medal          | Brązowy medal             | Źr.                   |
| ---------- | --------------------- | --------------------- | ---------------------- | ------------------------- | --------------------- |
| przed 2001 |                       |                       |                        |                           |                       |
| 2001       | Trondheim             | Roar Ljøkelsøy        | Tommy Ingebrigtsen     | David Andersen            | [ 115 ]               |
| 2002       | Trondheim             | Bjørn Einar Romøren   | Roar Ljøkelsøy         | Daniel Forfang            | [ 159 ]               |
| 2003       | Trondheim             | Bjørn Einar Romøren   | Roar Ljøkelsøy         | Sigurd Pettersen          | [ 160 ]               |
| 2004       | Trondheim             | Zawodów nie rozegrano | Zawodów nie rozegrano  | Zawodów nie rozegrano     | [ 161 ]               |
| 2005       | Trondheim             | Bjørn Einar Romøren   | Daniel Forfang         | Sigurd Pettersen          | [ 162 ]               |
| 2006       | Trondheim             | Tom Hilde             | Henning Stensrud       | Andreas Vilberg           | [ 163 ]               |
| 2007       | Lillehammer           | Thomas Lobben         | Anders Jacobsen        | Andreas Vilberg           | [ 164 ]               |
| 2008       | Lillehammer           | Tom Hilde             | Bjørn Einar Romøren    | Sigurd Pettersen          | [ 165 ]               |
| 2009       | Zawodów nie rozegrano | Zawodów nie rozegrano | Zawodów nie rozegrano  | Zawodów nie rozegrano     | Zawodów nie rozegrano |
| 2010       | Trondheim             | Bjørn Einar Romøren   | Anders Jacobsen        | Johan Remen Evensen       | [ 166 ] [ 167 ]       |
| 2011       | Trondheim             | Anders Bardal         | Rune Velta             | Atle Pedersen Rønsen      | [ 168 ] [ 169 ]       |
| 2012       | Trondheim             | Zawodów nie rozegrano | Zawodów nie rozegrano  | Zawodów nie rozegrano     | [ 170 ]               |
| 2013       | Trondheim             | Anders Bardal         | Tom Hilde              | Ole Marius Ingvaldsen     | [ 171 ] [ 172 ]       |
| 2014       | Trondheim             | Phillip Sjøen         | Anders Bardal          | Daniel-André Tande        | [ 173 ]               |
| 2015       | Trondheim             | Daniel-André Tande    | Joacim Ødegård Bjøreng | Anders Fannemel           | [ 174 ] [ 175 ]       |
| 2016–2019  | Zawodów nie rozegrano | Zawodów nie rozegrano | Zawodów nie rozegrano  | Zawodów nie rozegrano     | Zawodów nie rozegrano |
| 2020       | Trondheim             | Marius Lindvik        | Halvor Egner Granerud  | Bendik Jakobsen Heggli    | [ 176 ] [ 177 ]       |
| 2021       | Lillehammer           | Benjamin Østvold      | Anders Fannemel        | Anders Ladehaug           | [ 178 ] [ 149 ]       |
| 2022       | Lillehammer           | Sondre Ringen         | Anders Fannemel        | Kristoffer Eriksen Sundal | [ 179 ] [ 180 ]       |
| 2023       | Lillehammer           | Robert Johansson      | Sølve Jokerud Strand   | Christian Røste Solberg   | [ 155 ] [ 181 ]       |

### Mężczyźni, drużynowo
| Data | Miejsce               | Złoty medal                                                                                       | Srebrny medal                                                                              | Brązowy medal                                                                                | Źr.             |
| ---- | --------------------- | ------------------------------------------------------------------------------------------------- | ------------------------------------------------------------------------------------------ | -------------------------------------------------------------------------------------------- | --------------- |
| 2016 | Oslo                  | Akershus I Tom Hilde Fredrik Villumstad Marius Lindvik Halvor Egner Granerud                      | Oppland I Are Sumstad Jesper Ødegaard Fredrik Bjerkeengen Robert Johansson                 | Oslo I Richard Haukedal Oscar P. Westerheim Joachim Hauer Jarl Magnus Riiber                 | [ 182 ] [ 183 ] |
| 2017 | Zawodów nie rozegrano | Zawodów nie rozegrano                                                                             | Zawodów nie rozegrano                                                                      | Zawodów nie rozegrano                                                                        | [ 184 ]         |
| 2018 | Zawodów nie rozegrano | Zawodów nie rozegrano                                                                             | Zawodów nie rozegrano                                                                      | Zawodów nie rozegrano                                                                        | [ 185 ]         |
| 2019 | Oslo                  | Oppland I Andreas Granerud Buskum Anders Ladehaug Thomas Aasen Markeng Robert Johansson           | Akershus I Pål-Håkon Bjørtomt Matias Braathen Halvor Egner Granerud Marius Lindvik         | Buskerud I Anders Håre Sølve Jokerud Strand Joacim Ødegård Bjøreng Daniel-André Tande        | [ 186 ] [ 145 ] |
| 2020 | Oslo                  | Akershus I Adrian Thon Gundersrud Fredrik Villumstad Marius Lindvik Halvor Egner Granerud         | Buskerud I Sølve Jokerud Strand Joacim Ødegård Bjøreng Anders Håre Daniel-André Tande      | Sør-Trøndelag Espen Jacobsen Fredrik Gran Jo Rømme Mellingsæter Bendik Jakobsen Heggli       | [ 187 ]         |
| 2021 | Oslo                  | Buskerud I Anders Håre Sølve Jokerud Strand Joacim Ødegård Bjøreng Daniel-André Tande             | Akershus I Fredrik Villumstad Christian Røste Solberg Marius Lindvik Halvor Egner Granerud | Oppland I Eirik Leander Fystro Benjamin Østvold Anders Ladehaug Robert Johansson             | [ 188 ] [ 189 ] |
| 2022 | Oslo                  | Akershus I Adrian Thon Gundersrud Fredrik Villumstad Halvor Egner Granerud Marius Lindvik         | Buskerud I Sølve Jokerud Strand Joacim Ødegård Bjøreng Anders Håre Daniel-André Tande      | Sør-Trøndelag I Iver Olaussen Jo Rømme Mellingsæter Simen Kvarstad Bendik Jakobsen Heggli    | [ 190 ]         |
| 2023 | Oslo                  | Akershus I Sindre Ulven Jørgensen Fredrik Villumstad Marius Lindvik Halvor Egner Granerud         | Buskerud I Sølve Jokerud Strand Mats Strandbråten Anders Håre Daniel-André Tande           | Oppland Sebastian Østvold Fabian Østvold Benjamin Østvold Robert Johansson                   | [ 191 ] [ 192 ] |
| 2024 | Oslo                  | Akershus I Adrian Thon Gundersrud Sindre Ulven Jørgensen Fredrik Villumstad Halvor Egner Granerud | Sør-Trøndelag I Isak Andreas Langmo Jo Rømme Mellingsæter Alvin Le Bendik Jakobsen Heggli  | Oslo I Nicolai Eriksen Sundal Leonard Fageraas Oscar P. Westerheim Kristoffer Eriksen Sundal | [ 193 ]         |

### Kobiety, skocznia normalna
| Data       | Miejsce               | Złoty medal           | Srebrny medal              | Brązowy medal              | Źr.             |
| ---------- | --------------------- | --------------------- | -------------------------- | -------------------------- | --------------- |
| przed 2001 |                       |                       |                            |                            |                 |
| 2001       | Trondheim             | Anette Sagen          | Helena Olsson              | Line Jahr                  | [ 115 ]         |
| 2002       | Rælingen              | Henriette Smeby       | Anette Sagen               | Helena Olsson              | [ 116 ]         |
| 2003       | Rælingen              | Anette Sagen          | Line Jahr                  | Kristin Fridtun            | [ 117 ]         |
| 2004       | Rælingen              | Anette Sagen          | Line Jahr                  | Henriette Smeby            | [ 118 ] [ 119 ] |
| 2005       | Rælingen              | Anette Sagen          | Line Jahr                  | Henriette Smeby            | [ 121 ]         |
| 2006       | Rælingen              | Line Jahr             | Anette Sagen               | Live Frisak                | [ 122 ]         |
| 2007       | Rælingen              | Line Jahr             | Silje Sprakehaug           | Live Frisak                | [ 123 ]         |
| 2008       | Rælingen              | Anette Sagen          | Line Jahr                  | Silje Sprakehaug           | [ 124 ]         |
| 2009 (1)   | Rælingen              | Line Jahr             | Maren Lundby               | Silje Sprakehaug           | [ 125 ]         |
| 2009 (2)   | Trondheim             | Line Jahr             | Helena Olsson              | Maren Lundby               | [ 126 ] [ 127 ] |
| 2010       |                       |                       |                            |                            |                 |
| 2011       | Oslo                  | Maren Lundby          | Anette Sagen               | Line Jahr                  | [ 130 ] [ 131 ] |
| 2012       | Oslo                  | Maren Lundby          | Line Jahr                  | Anette Sagen               | [ 132 ] [ 133 ] |
| 2013       | Oslo                  | Line Jahr             | Anette Sagen               | Maren Lundby               | [ 134 ] [ 135 ] |
| 2014       | Oslo                  | Line Jahr             | Gyda Enger                 | Maren Lundby               | [ 136 ]         |
| 2015       | Trondheim             | Maren Lundby          | Line Jahr                  | Anniken Mork               | [ 137 ] [ 138 ] |
| 2016       | Oslo                  | Maren Lundby          | Silje Opseth               | Anniken Mork               | [ 139 ] [ 140 ] |
| 2017       | Oslo                  | Maren Lundby          | Silje Opseth               | Anna Odine Strøm           | [ 141 ] [ 142 ] |
| 2018       | Zawodów nie rozegrano | Zawodów nie rozegrano | Zawodów nie rozegrano      | Zawodów nie rozegrano      | [ 143 ]         |
| 2019       | Oslo                  | Maren Lundby          | Silje Opseth               | Anna Odine Strøm           | [ 144 ] [ 145 ] |
| 2020       | Oslo                  | Silje Opseth          | Eirin Maria Kvandal        | Anna Odine Strøm           | [ 146 ] [ 147 ] |
| 2021 (1)   | Lillehammer           | Thea Minyan Bjørseth  | Karoline Skatvedt          | Ingvild Synnøve Midtskogen | [ 148 ] [ 149 ] |
| 2021 (2)   | Oslo                  | Silje Opseth          | Anna Odine Strøm           | Thea Minyan Bjørseth       | [ 150 ] [ 151 ] |
| 2022 (1)   | Lillehammer           | Nora Midtsundstad     | Ingvild Synnøve Midtskogen | Marte Leinan Lund          | [ 152 ] [ 153 ] |
| 2022 (2)   | Oslo                  | Thea Minyan Bjørseth  | Anna Odine Strøm           | Silje Opseth               | [ 154 ]         |
| 2023 (1)   | Lillehammer           | Thea Minyan Bjørseth  | Anna Odine Strøm           | Silje Opseth               | [ 155 ] [ 156 ] |
| 2023 (2)   | Oslo                  | Eirin Maria Kvandal   | Anna Odine Strøm           | Silje Opseth               | [ 157 ]         |
| 2024       | Oslo                  | Eirin Maria Kvandal   | Anna Odine Strøm           | Silje Opseth               | [ 158 ]         |

### Kobiety, skocznia duża
| Data       | Miejsce               | Złoty medal           | Srebrny medal              | Brązowy medal              | Źr.                   |
| ---------- | --------------------- | --------------------- | -------------------------- | -------------------------- | --------------------- |
| przed 2002 |                       |                       |                            |                            |                       |
| 2002       | Trondheim             | Helena Olsson         | –                          | –                          | [ 159 ]               |
| 2003       | Zawodów nie rozegrano | Zawodów nie rozegrano | Zawodów nie rozegrano      | Zawodów nie rozegrano      |                       |
| 2004       | Zawodów nie rozegrano | Zawodów nie rozegrano | Zawodów nie rozegrano      | Zawodów nie rozegrano      | [ 161 ]               |
| 2005       | Trondheim             | Henriette Smeby       | –                          | –                          | [ 162 ]               |
| 2006       | Trondheim             | Helena Olsson         | Henriette Smeby            | –                          | [ 163 ]               |
| 2007       | Lillehammer           | Live Frisak           | –                          | –                          | [ 164 ]               |
| 2008       | Lillehammer           | Line Jahr             | Helena Olsson              | –                          | [ 165 ]               |
| 2009–2010  | Zawodów nie rozegrano | Zawodów nie rozegrano | Zawodów nie rozegrano      | Zawodów nie rozegrano      | Zawodów nie rozegrano |
| 2011       | Trondheim             | Anette Sagen          | Maren Lundby               | Line Jahr                  | [ 168 ] [ 169 ]       |
| 2012       | Trondheim             | Zawodów nie rozegrano | Zawodów nie rozegrano      | Zawodów nie rozegrano      | [ 170 ]               |
| 2013       | Trondheim             | Maren Lundby          | Helena Olsson              | Gyda Enger                 | [ 171 ] [ 172 ]       |
| 2014       | Trondheim             |                       |                            |                            |                       |
| 2015       | Trondheim             | Line Jahr             | Maren Lundby               | Anniken Mork               | [ 174 ] [ 175 ]       |
| 2016–2019  | Zawodów nie rozegrano | Zawodów nie rozegrano | Zawodów nie rozegrano      | Zawodów nie rozegrano      | Zawodów nie rozegrano |
| 2020       | Trondheim             | Eirin Maria Kvandal   | Silje Opseth               | Thea Minyan Bjørseth       | [ 177 ] [ 194 ]       |
| 2021       | Lillehammer           | Thea Minyan Bjørseth  | Karoline Skatvedt          | Frida Berger               | [ 178 ] [ 149 ]       |
| 2022       | Lillehammer           | Nora Midtsundstad     | Ingvild Synnøve Midtskogen | Kjersti Græsli             | [ 179 ] [ 180 ]       |
| 2023       | Lillehammer           | Silje Opseth          | Thea Minyan Bjørseth       | Ingvild Synnøve Midtskogen | [ 155 ] [ 181 ]       |

### Mieszane zawody drużynowe
| Data | Miejsce | Złoty medal                                                       | Srebrny medal                                                             | Brązowy medal                                                                 | Źr.             |
| ---- | ------- | ----------------------------------------------------------------- | ------------------------------------------------------------------------- | ----------------------------------------------------------------------------- | --------------- |
| 2020 | Oslo    | Buskerud I Anders Håre Daniel-André Tande Silje Opseth            | Oppland I Mats Bjerke Myhren Andreas Granerud Buskum Thea Minyan Bjørseth | Akershus I Halvor Egner Granerud Marius Lindvik Mathilde Årva Selbekk         | [ 195 ]         |
| 2021 | Oslo    | Buskerud I Silje Opseth Joacim Ødegård Bjøreng Daniel-André Tande | Oppland Thea Minyan Bjørseth Anders Ladehaug Robert Johansson             | Akershus I Ida Marie Hagen Marius Lindvik Halvor Egner Granerud               | [ 196 ] [ 189 ] |
| 2022 | Oslo    | Buskerud I Silje Opseth Anders Håre Daniel-André Tande            | Oppland I Thea Minyan Bjørseth Anders Ladehaug Benjamin Østvold           | Akershus I Ida Marie Hagen Halvor Egner Granerud Marius Lindvik               | [ 190 ]         |
| 2023 | Oslo    | Buskerud I Silje Opseth Anders Håre Daniel-André Tande            | Oppland I Thea Minyan Bjørseth Benjamin Østvold Robert Johansson          | Akershus I Mathilde Årva Selbekk Marius Lindvik Halvor Egner Granerud         | [ 157 ]         |
| 2024 | Oslo    | Buskerud I Silje Opseth Anders Håre Sølve Jokerud Strand          | Akershus I Ida Marie Hagen Fredrik Villumstad Marius Lindvik              | Oslo Ingvild Synnøve Midtskogen Oscar P. Westerheim Kristoffer Eriksen Sundal | [ 158 ]         |